# Шармоа деван Бријер
Шармоа деван Бријер (фр. Charmois-devant-Bruyères) је насељено место у Француској у региону Лорена, у департману Вогези.
По подацима из 2011. године у општини је живело 416 становника, а густина насељености је износила 62,93 становника/km².

## Демографија
| 1962. | 1968. | 1975. | 1982. | 1990. | 2011. |
| ----- | ----- | ----- | ----- | ----- | ----- |
| 324   | 338   | 272   | 336   | 380   | 416   |